# Tsarat de Vidin
 (janvier 2021).
Si vous disposez d'ouvrages ou d'articles de référence ou si vous connaissez des sites web de qualité traitant du thème abordé ici, merci de compléter l'article en donnant les références utiles à sa vérifiabilité et en les liant à la section « Notes et références ».
Le Tsarat de Vidin était une entité bulgare médiévale devenue indépendante en 1371 et qui a disparu à la suite de la conquête ottomane en 1396.

## La dislocation du second empire bulgare

Tsarat de Vidin en vert clair

Conformément aux dispositions prises par leur père Ivan Alexandre, Ivan Chichman prend la tête du royaume de Tarnovo alors que Ivan Stratzimir hérite du petit royaume de Vidin situé dans le nord-ouest. Trop faibles pour opposer une résistance réelle, le Tsarat de Vidin tombe trois ans après le Tsarat de Tarnovo sous la domination de l'Empire ottoman.